# Књижевност за младе
Књижевност за младе је литература која је првенствено намењена младима, углавном узраста од 12 до 18 година. Иако су циљна група овог жанра тинејџери, приближно половина читалаца су одрасли.
Тема и жанр књижевности за младе зависе од година и искуства главног лика. Ова књижевност подразумева већину жанрова који се могу пронаћи и у делима за старије. Честе теме које су обрађиване су пријатељство, прва љубав и развој и промене младе личности.
Књижевност за младе је настала како би се направио суптилнији прелаз из дечје књижевности у књижевност за одрасле.

## Историјат
Историјат књижевности за младе је везан за то како су детињство и младост  били перципирани. Један од првих писаца који је препознао младе као посебну групу била је Сара Тример, која је 1802. године описала младост као период који траје од 14. до 21. године. У свом часопису с темом дечје литературе „Чувару образовања“ представила је појмове „књиге за децу“, за оне испод 14 година, и „књиге за младе особе“, за оне између 14. и 21. године. Књижевност деветнаестог века доноси неколико дела која су привукла младе читаоце, мада та дела нису стриктно била писана за њих. Та дела су: „Оливер Твист“ (1838) Чарлса Дикенса, „Гроф Монте Кристо“ (1844) Александра Диме, „Велика очекивања“ (1860) Чарлса Дикенса, „Алиса у Земљи чуда“ (1865) Луиса Керола, „Авантуре Тома Сојераׂ (1876) и „Авантуре Хаклберија Фина“ (1884) Марка Твена, „Силом одведен“ (1886) Роберта Луиса Стивенсона, „Књига о џунгли“ (1894) Радјарда Киплинга.

### Двадесети век
Педесете године ХХ века доносе два утицајна романа, „Ловца у житу“ (1951) Џ. Д. Селинџера и „Господара мува“ (1954) Вилијама Голдинга, који првобитно нису били намењени адолесцентима, али су ипак привукли њихову пажњу.
Касних шездесетих година су објављене неке од књига које су постале популарне међу младима –  „I Know Why the Caged Bird Sings“ Маје Анђелоу, „The Friends“ Розе Гај, „Стаклено звоно“ Силвије Плат, „Deathwatch“ Роба Вајта и  „Bless the Beasts and Children“ Глендона Сортаута. Дела ауторки Анђелоу, Гај и Плат нису првенствено била писана за млађе читаоце.
Период од седамдесетих и половине осамдесетих се сматра златним добом књижевности за младе. Осамдесетих се у књижевности за младе уводе нове теме, које се до тада нису сматрале прикладним за њихову публику: књиге се баве темама као што су силовање, самоубиство, смрт родитеља и убиство, које су до тада сматране табу-темама.
Како су издавачи почели да се фокусирају на ново адолесцентско тржиште, књижаре и библиотеке оснивају посебне одељке за књижевност за младе, који нису били везани ни за дечју литературу, ни за литературу за старије. Поље културне продукције за младе почиње оног тренутка када библиотеке и издавачке куће почињу да раде заједно. У библиотекама то почиње садржајем билтена за младе Керол Стар, који је кружио имеђу хиљаду библиотека, док је у издавачким кућама то почело објављивањем романа „The Outsiders“ 1967. године, а од  осамдесетих година се овај жанр сматра профитабилним. Данас дигитална технологија омогућава простор у ком издавачи могу директно да ступе у контакт са младим потрошачима.

#### „The Outsiders“
Модерна подела књижевности за младе потиче из педесетих и шездесетих година прошлог века, поготово након објављивања „The Outsiders“ (1967) Сузан Е. Хинтон. Њен роман представља реалистичну и мрачну страну адолесцентског живота, која често није била представљана у делима књижевности тог времена. Роман је такође био и први роман намењен младима посебно, будући да је и Хинтонова била у том добу када је он настао. Хинтонова је писала роман док је похађала средњу школу, са својих 17 година. „The Outsiders“ је остао један од најпродаванијих романа за младе.

### Двадесет први век
Прва књига у серијалу о Харију Потеру ауторке Џ. К. Роулинг је објављена 1997. године и она је увод у франшизу која је постала популарна широм света и која је омогућила књижевности за младе да се развија. Такође битна књига за развој књижевности за младе јесте књига „Игре глади“ Сузан Колинс, објављена 2012. године. Ови романи су проширили тржиште и тражњу за књигама за младе, и тиме омогућили и многим другим ауторима да изграде каријере. Између 2002. године и 2012. године објављено је више од 10.000 наслова књига за младе, док их је у 2002. било 4700.

## Теме
Теме које се јављају у делима за младе повезане су са проблемима и ситуацијама са којима се адолесценти носе у том добу. Анализом дела која потичу између 1980. и 2000. године уочено је 17 тема, од којих су неке прва љубав, прве грешке, пријатељства, односи са породицом и околином, спознавање себе, смрт, развод родитеља, различитости.

## Књижевност за младе у настави
Књижевност за младе почиње да се користи у настави како би се ученици заинтересовали за читање. Разлози њеног коришћења су:
- постизање комуникације и мотивације међу ученицима,
- подизање ниво самопоуздања, личног напретка и самоидентификације,
- подстицање жеље за читањем сличних дела.[12]

Студенти који читају књижевност за младе више цене књигу и имају бољу вештину читања од оних који то не раде. Иако постоје позитивни ефекти књижевности за младе примећени на младима који та дела читају, постоје и многи облици отпора. Интересантно је то што су најснажнији противници примене литературе за младе у настави управо наставници. Самоиницијативна цензура ових дела лишава ученике могућности за разговор и откриће у кључној фази њиховог развоја.

## Популарни писци овог жанра
1. Џ. К. Роулинг
2. Сузан Колинс
3. Рик Риордан
4. Џон Грин
5. Џ. Р. Р. Толкин
6. К. С. Луис
7. Вероника Рот
8. Касандра Клер
9. Роалд Дал
10. Лоис Лори[13]